# Лозовая Рудка
Лозова́я Ру́дка — хутор в Борисовском районе Белгородской области. Входит в состав Берёзовского сельского поселения.
Расположен на правом, северном, берегу реки Лозовая (устар. Казачья Рудка, верхнего притока реки Ворскла) ниже устья реки Казачок, напротив села (бывшей слободы) Сотницкого Казачка, расположенных на левой, укр. стороне реки Лозовая. 
Выше по течению на правом, русском её берегу расположен хутор Казачье-Рудченское.
По речке Лозовая проходит госграница России и Украины.

## География
Хутор расположен недалеко от районного центра — Борисовки.
Часовой пояс
Хутор, как и вся Белгородская область, находится в часовой зоне МСК (московское время). Смещение применяемого времени относительно UTC составляет +3:00.

## Происхождение названия
В 1869 году хутор был безымянным, не подписанным на военно-топографических картах Шуберта.
Затем был назван по старому названию реки, на которой расположен — Казачья Рудка, и новому названию той же реки - Лозовая (гидронимическая версия происхождения названия.)

## Население
| 2002 | 2010 |
| ---- | ---- |
| 48   | ↘45  |